# Muggiano (Mailand)
Muggiano (lombardisch Muggian [myˈdʒãː]) ist ein Stadtteil von Mailand. Der am westlichen Stadtrand gelegene Stadtteil mit ländlichem, dorfähnlichem Charakter gehört zum 7. Stadtbezirk.

## Geschichte

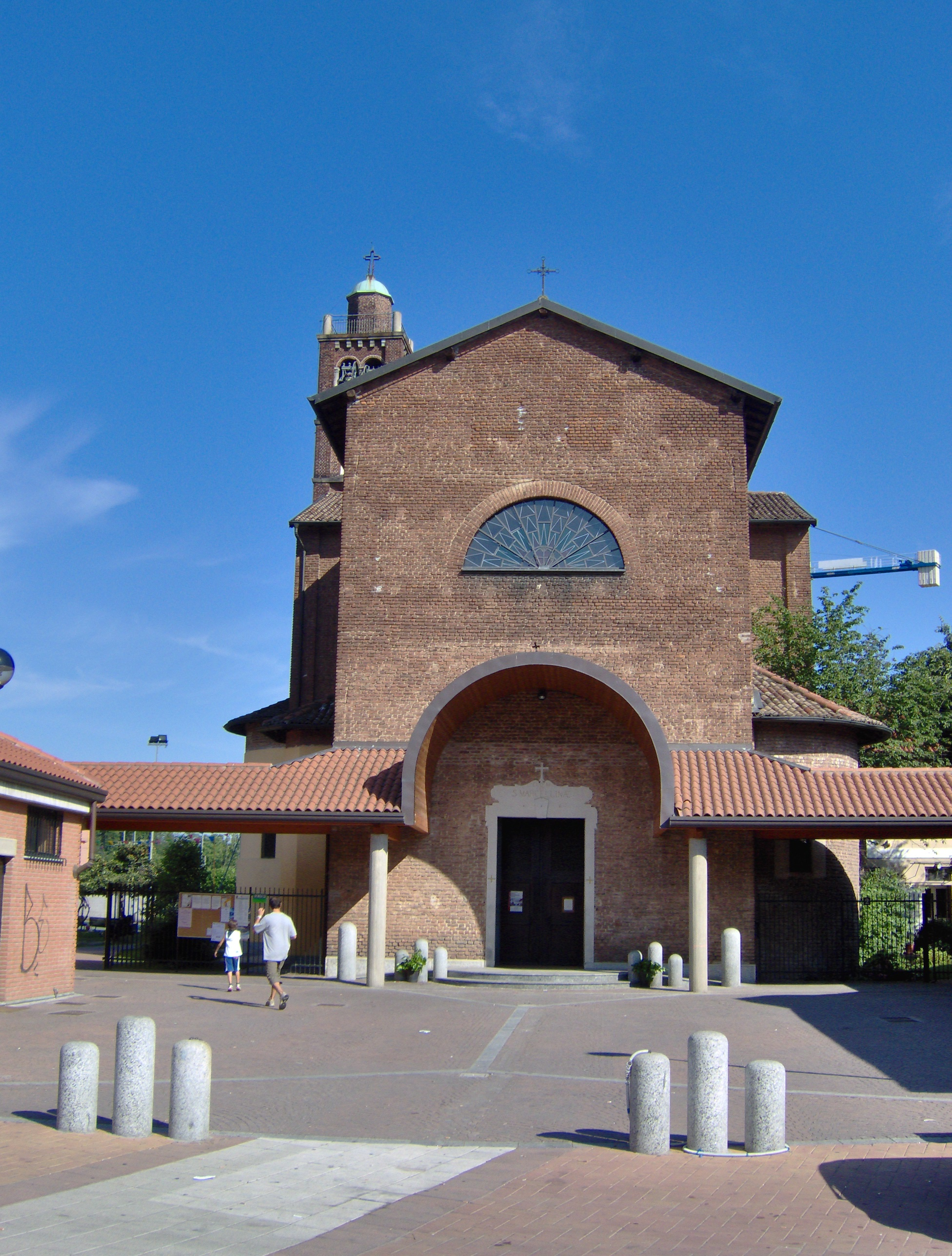
Die Pfarrkirche

Die Ursprünge des Dorfes Muggiano sind unbekannt; es wurde erstmals im Jahre 1346 erwähnt und gehörte damals zum Pfarrbezirk Cesano.
1808 wurde Muggiano per Napoleonischen Dekret nach Cesano eingemeindet. Allerdings zwei Jahre später wurde Muggiano aus Cesano abgetrennt und nach Baggio eingemeindet. Mit der Wiederherstellung des Österreichischen Herrschafts wurde Muggiano 1816 wieder selbstständig.
Im Jahre 1841 wurde die aufgelöste Gemeinden Assiano nach Muggiano eingemeindet.
An der Gründung des Königreichs Italien (1861) zählte die Gemeinde 882 Einwohner. Nur wenige Jahre später, 1869, verlor Muggiano endgültig ihre Selbstständigkeit und wurde wieder in die Gemeinde Baggio eingemeindet, die ebenfalls 1923 in die Stadt Mailand eingemeindet wurde.